# Пятчино (Струго-Красненский район)
Пятчино — деревня в центральной части Струго-Красненского района Псковской области. Входит в состав Марьинской волости.

## География
Находится на северо-востоке региона, в центральной части района, в 15 км к северо-востоку от райцентра пгт Струги Красные на р. Бочица. К северо-западу — исток реки Хме́рка (Хмёрка), правого притока реки Лонка (Ефимов, Фёдоров, 2015:405). В 1,5 км к северо-востоку — озеро Хмерско́е (Хмёрское) (Ефимов, Фёдоров, 2015:405).
К 2019 году развитая уличная сеть: 8 улиц — Андрея Яковлева, Владимира Ислентьева, Дружбы, Молодёжная, Новая, Полевая, Центральная, Школьная и 2 переулка — Полевой, Школьный.

## История
Первое упоминание относится к 1498 году как деревня Пятшина Хмерского погоста Шелонской пятины.
В 1941—1944 гг. деревня находилась под фашистской оккупацией войсками Гитлеровской Германии.
С образованием Струго-Красненского района с 1927 до 1995 года деревня входила в Симанологский сельсовет, с января 1995 до января 2010 года — в Симанологскую волость.
С 1 января 2010 года входит в Марьинскую волость.

## Население
| 2001 | 2002 | 2010 | 2011 |
| ---- | ---- | ---- | ---- |
| 409  | ↘346 | ↘210 | ↗334 |

Численность населения деревни по оценке на начало 2001 года составляла 409 жителей, на 2011 год — 334 жителя.

## Известные жители
В деревне родился десантник Владимир Анатольевич Ислентьев (1967—2000), геройски погибший в Чечне при исполнении воинского долга.

## Инфраструктура
Пятчинская церковно-приходская школа (1911, 1916), Пятчинская начальная школа (1956, 1973, 1995, закр. в 2005 г.). Пятчинский детский сад (1993). Клуб колхоза «Большевик» (1957), Пятчинский сельский клуб (1960, 1972, до 1988 г.), Пятчинский сельский Дом культуры (откр. в 1988 г., 1993, 2014). Страшевская сельская библиотека (с 1976 г., 1987, 1993, 2014) (Ефимов, Фёдоров, 2015).

## Транспорт
Деревня доступна по автодороге регионального значения 58К-366 «Цапелька — Плюсса».